# 郡川西塚古墳
郡川西塚古墳（こおりがわにしづかこふん）は、大阪府八尾市郡川にある古墳。形状は前方後円墳。国の史跡に指定されている（史跡「高安千塚古墳群」のうち）。
東高野街道を挟んで郡川東塚古墳と東西に相対する。

## 概要
大阪府東部、生駒山地西麓に広がる扇状地に築造された古墳である。1902年（明治35年）の開墾中に石室が発見されて副葬品が多数出土したが、その際に墳丘上段および石室が消失している。2015年度（平成27年度）に発掘調査が実施されている。
墳丘は前方後円形で、郡川東塚古墳と墳丘主軸をほぼ揃えて前方部を北方向に向ける。墳丘は2段築成と推定される。墳丘外表では葺石・円筒埴輪片（朝顔形埴輪含む）が検出されている。墳丘周囲には盾形の周濠（推定最大幅約70メートル）が巡らされ、周濠を含めた古墳総長は約110メートルを測る。埋葬施設は後円部における古式の片袖式横穴式石室で、南方向に開口し、内部に木棺がを据えた。石室内からは多数の副葬品が検出されている。
築造時期は、古墳時代後期の6世紀前半頃と推定される。郡川東塚古墳とはほぼ同時期・同規模で、大型石室と豊富な副葬品を伴うことから、郡川東塚古墳とともに中河内地域の有力首長墓とされる。また楽音寺・大竹古墳群（4-5世紀代）に代わる新興の首長墓に位置づけられるとともに、東方の高安千塚古墳群の築造の契機となった点でも重要視される古墳になる。被葬者は明らかでないが、郡川東塚古墳・愛宕塚古墳とともに物部氏との関係を指摘する説がある。
古墳域は2021年（令和3年）に国の史跡に指定されている（史跡「高安千塚古墳群」のうち）。

## 遺跡歴
- 1902年（明治35年）、開墾に伴う墳丘上段・石室の消失。副葬品の多数出土（1903年（明治36年）の『埋蔵物録』に記録、現在は東京国立博物館所蔵）[1]。
- 1923年（大正12年）の『中河内郡誌』に、西塚が茶園となる旨の記述[1]。
- 1934年（昭和9年）、梅原末治による聞き取り調査[1]。
- 1973年（昭和48年）、墳丘測量調査（中田遺跡調査会有志）[1]。
- 2015年-2019年度（平成27-令和元年度）、確認調査（八尾市教育委員会、2021年に概要報告）。
- 2021年（令和3年）10月11日、国の史跡に指定（史跡「高安千塚古墳群」に追加指定）[3]。

## 墳丘
墳丘の規模は次の通り。
- 古墳総長：約110メートル - 周濠を含めた全長。
- 墳丘長：約60メートル
- 後円部 直径：約36メートル

1902年（明治35年）の開墾により墳丘上段は消失しており、現在は下段のみが残存する。

## 埋葬施設
埋葬施設としては、後円部において右片袖式の横穴式石室が構築されており、南方向に開口した（現在は消失）。石室の規模は次の通り。
- 玄室：長さ約5.4メートル、幅約3.6メートル
- 羨道：不明

玄室内では袖付近に木棺（割竹形木棺か）が据えられ、棺内面には赤色顔料が塗布されていた。この棺の内外において多数の副葬品が検出されている。
なお、郡川東塚古墳は左片袖式であり、郡川西塚古墳とは逆である点が注意される。

## 出土品

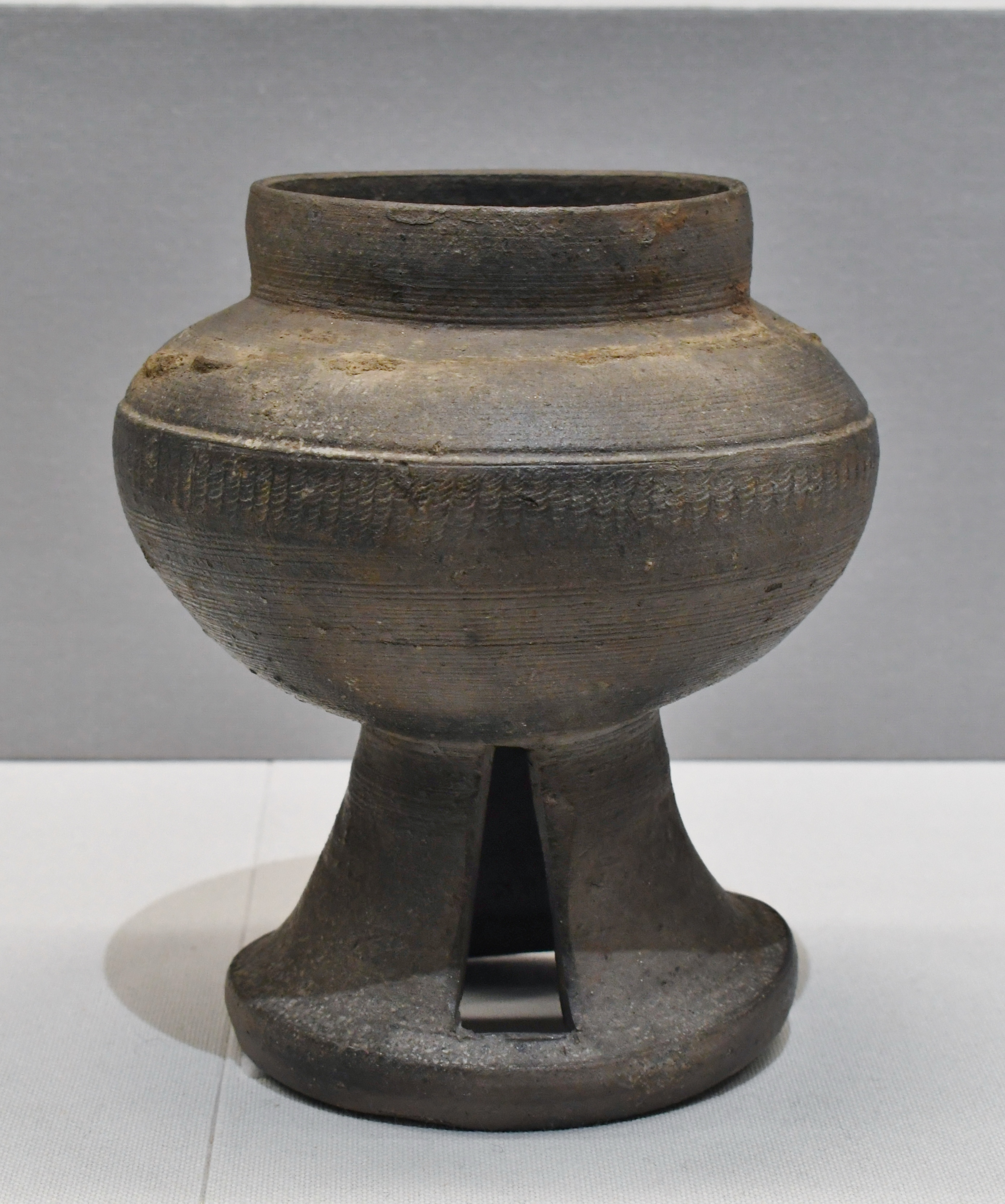
脚付短頸壺東京国立博物館展示。

石室内から出土した副葬品は次の通り（1902年（明治35年）の開墾時出土品、現在は東京国立博物館所蔵品）。
| 鏡     | 神人歌舞画像鏡1 変形四獣鏡1 （伝）神人歌舞画像鏡1 （伝）銅鏡2                             |
| 装飾品 | 碧玉製管玉27 ヒスイ製棗玉1 硬玉製勾玉7 銀製垂飾付耳飾1 銀製鈴1 銅製鈴4 ガラス玉（非現存） |
| 武器   | 鞘尻金具1 鉄矛1 鉄刀（非現存）                                                            |
| 武具   | 鉄冑（非現存） 鉄鎧（非現存）                                                             |
| 土器   | 須恵器 台付短頸壺1 須恵器 坏1                                                             |

特に垂飾付耳飾は新羅系のもので、被葬者が朝鮮半島交渉に関わった可能性が指摘される。また神人歌舞画像鏡は同型鏡が国内で多数確認されており、鏡の配布による畿内ヤマト王権と各地域首長との政治的関係が示唆される（一説に隅田八幡神社人物画像鏡の原形鏡）。須恵器はTK47型式期頃とされる。
そのほかの出土品として、墳丘外表で検出された円筒埴輪片（朝顔形埴輪含む）・形象埴輪片（原形不明）がある。埴輪はいずれも窖窯焼成による。

## 関連施設
- 東京国立博物館（東京都台東区） - 郡川西塚古墳の出土品を保管。

## 関連文献
（記事執筆に使用していない関連文献）
- 中村浩「大阪府八尾市郡川西塚古墳出土須恵器について -東京国立博物館保管資料の再検討-」『大谷女子大学紀要』第26巻第1号、大阪大谷大学志学会、1991年、1-10頁。
- 『郡川西塚古墳 発掘調査概要報告書』八尾市教育委員会〈八尾市文化財調査報告86〉、2021年。